# Photograph: The Very Best of Ringo
Photograph: The Very Best of Ringo ist das 25. Album und das vierte Kompilationsalbum, beziehungsweise das dritte Best-of-Album von Ringo Starr nach der Trennung der Beatles. Es wurde am 27. August 2007 in Großbritannien (USA: 28. August 2007) veröffentlicht.

## Entstehungsgeschichte
Im Oktober 1975 veröffentlichte EMI ein Kompilationsalbum mit dem Titel Blast from Your Past von Ringo Starr; fast 32 Jahre später erschien erneut bei EMI/Apple ein Kompilationsalbum mit dem Titel Photograph: The Very Best of Ringo, das neben dem gesamten Inhalt von Blast from Your Past sieben Lieder enthält, die von Ringo Starr bei anderen Tonträgergesellschaften veröffentlicht worden waren.
Die ersten zwölf Lieder des Albums sowie Act Naturally wurden von EMI veröffentlicht, diese enthalten sieben US-Top-Ten-Hits (sowie fünf weitere Top-100-Hits), beziehungsweise vier Top-Ten-Hits aus Großbritannien. Insgesamt befinden sich auf dem Album 15 Single-A-Seiten, eine Single-B-Seite, drei Promotion-Singles sowie ein Album-Titel.
Die Platzierung von Photograph: The Very Best of Ringo in den Charts in Großbritannien war nach dem Album Ringo die bisher zweithöchste. Photograph: The Very Best of Ringo ist das siebente Album von Ringo Starr, das bei EMI veröffentlicht wurde.
Die CD wurde von Steve Rooke in den Abbey Road Studios gemastert.

## Covergestaltung
Das Cover entwarf Paul Moore. Die Coverfotos stammen aus dem Fotoarchiv von Capitol Records sowie von Gene Trindl. Der CD liegt ein bebildertes 16-seitiges Begleitheft bei, das umfangreiche Informationen zu den Liedern und dem Album enthält.

## Titelliste
1. Photograph (Richard Starkey a/George Harrison) (vom Album Ringo) – 3:58 b
2. It Don’t Come Easy (Richard Starkey) (Single-A-Seite aus dem Jahre 1971) – 3:01 b
3. You’re Sixteen (You’re Beautiful and You’re Mine) (Bob Sherman/Richard Sherman) (vom Album Ringo) – 2:49 b
4. Back Off Boogaloo (Richard Starkey) (Single-A-Seite aus dem Jahre 1972) – 3:19 b
5. I’m the Greatest (John Lennon) (vom Album Ringo) – 3:26
6. Oh My My (Vini Poncia/Richard Starkey) (vom Album Ringo) – 4:15 b
7. Only You (And You Alone) (Buck Ram/Ande Rand) (vom Album Goodnight Vienna) – 3:24 b
8. Beaucoups of Blues (Buzz Rabin) (vom Album Beaucoups of Blues) – 2:33 b
9. Early 1970 (Richard Starkey) (Single-B-Seite aus dem Jahre 1971) – 2:18
10. Snookeroo (Elton John/Bernie Taupin) (vom Album Goodnight Vienna) – 3:24 b
11. No No Song (Hoyt Axton/David Jackson) (vom Album Goodnight Vienna) – 2:31 b
12. (It’s All Down to) Goodnight Vienna (John Lennon) (vom Album Goodnight Vienna) – 3:02 b
13. Hey Baby (Margaret Cobb/Bruce Channel) (vom Album Ringo’s Rotogravure) – 3:10 b
14. Weight of the World (Brian O’Doherty/Fred Velez) (vom Album Time Takes Time) – 3:24 b
15. A Dose of Rock ’n’ Roll (Carl Grossman) (vom Album Ringo’s Rotogravure) – 3:54 b
16. King of Broken Hearts (Richard Starkey/Mark Hudson/Dean Grakal/Steve Dudas) (vom Album Vertical Man) – 4:43 c
17. Never Without You (Richard Starkey/Mark Hudson/Gary Nicholson) (vom Album Ringo Rama) – 5:23 c
18. Act Naturally (mit Buck Owens) (Johnny Russell/Voni Morrison) (Single-A-Seite aus dem Jahre 1989) – 3:00 b
19. Wrack My Brain (George Harrison) (vom Album Stop and Smell the Roses) – 2:21 b
20. Fading In and Fading Out (Richard Starkey/Mark Hudson/Gary Burr) (vom Album Choose Love) – 3:58 c

## Wiederveröffentlichungen
Die CD-Veröffentlichung aus dem Jahr 2007 wurde bisher nicht neu remastert.

## Special Edition
Extra DVD
1. Sentimental Journey (1970er Musikvideo)
2. It Don’t Come Easy (1971er Musikvideo)
3. Back Off Boogaloo (1972er Musikvideo)
4. You’re Sixteen (You’re Beautiful and You’re Mine) (1973er Musikvideo)
5. Only You (And You Alone) (1974er Musikvideo)
6. Act Naturally (with Buck Owens) (1989er Musikvideo)
7. Goodnight Vienna (1974er Werbefilm für das Album Goodnight Vienna)

## Photograph: The Digital Hits
Bei iTunes wurde die folgende abgeänderte Kompilation veröffentlicht, die die Lieder Hey Baby, Weight of the World und King of Broken Hearts nicht enthält und durch die Lieder Oo-Wee, Have You Seen My Baby und Six O’Clock (Extended Version) ersetzt wurden.
1. Photograph
2. It Don’t Come Easy
3. You’re Sixteen (You’re Beautiful and You’re Mine)
4. Back Off Boogaloo
5. I'm the Greatest
6. Oh My My
7. Only You (And You Alone)
8. Beaucoups of Blues
9. Early 1970
10. Snookeroo
11. No No Song
12. (It’s All Down to) Goodnight Vienna
13. Oo-Wee (vom Album Goodnight Vienna)
14. Have You Seen My Baby (vom Album Ringo)
15. Six O’Clock (Extended Version) (vom Album Ringo)
16. Weight of the World
17. Never Without You
18. Act Naturally
19. Wrack My Brain
20. Fading In and Fading Out

## Single-Auskopplungen
Aus dem Album wurden keine Singleauskopplungen vorgenommen.

## Chartplatzierungen
| ChartsChartplatzierungen       | Höchstplatzierung | Wochen |
| ------------------------------ | ----------------- | ------ |
| Vereinigtes Königreich (OCC)   | 26 (3 Wo.)        | 3      |
| Vereinigte Staaten (Billboard) | 130 (2 Wo.)       | 2      |

## Sonstiges
- Eine Veröffentlichung im LP-Format erfolgte nicht.
- Die Promotion-CD des Albums, die in den USA an Radiostationen verteilt wurde, trägt den Titel: Photograph: The Very Best of Ringo Starr; bei der anschließenden Veröffentlichung des regulären Albums wurde der Titel auf Photograph: The Very Best of Ringo gekürzt.